# ペーパーナイフ

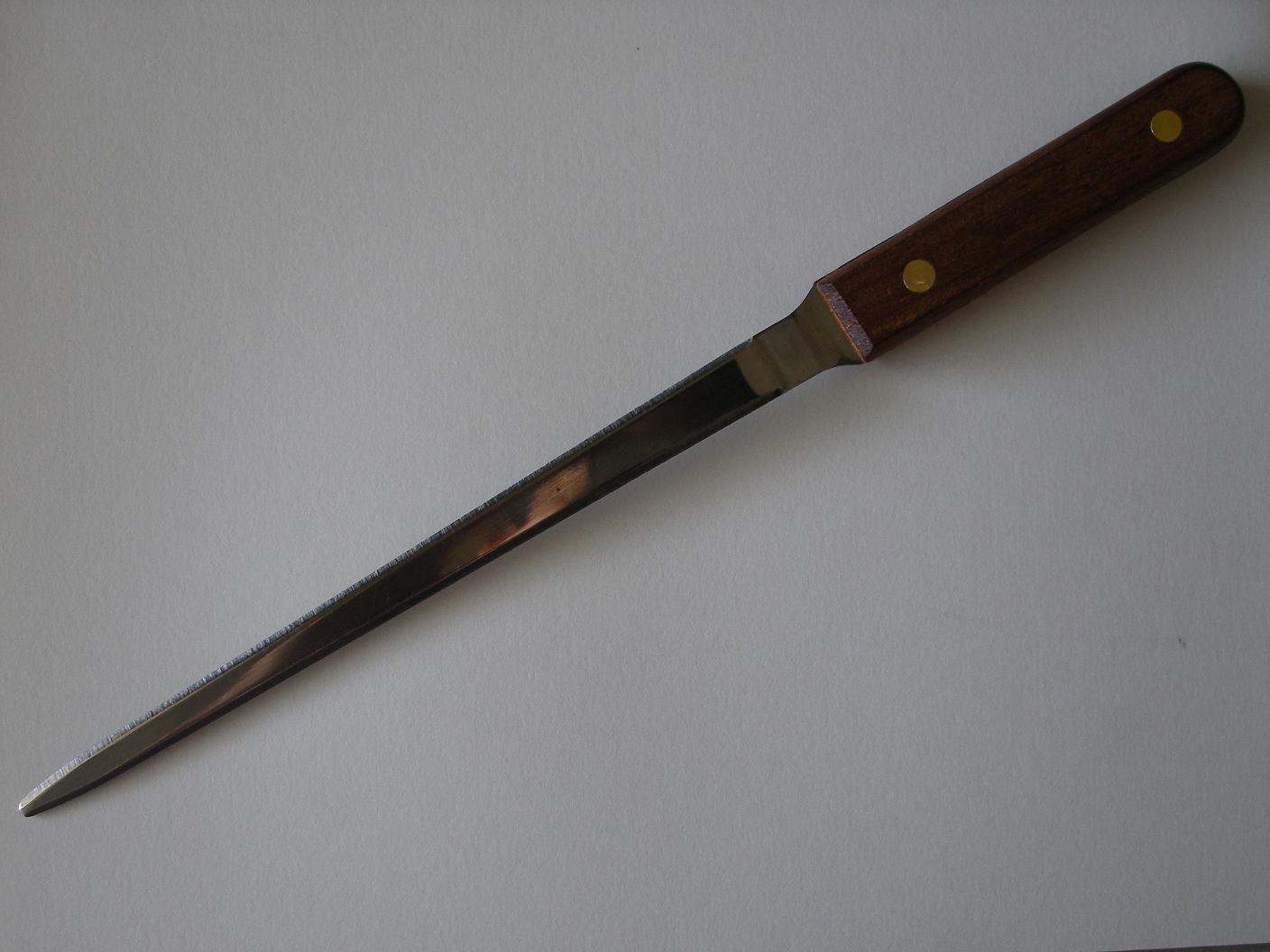
ペーパーナイフ

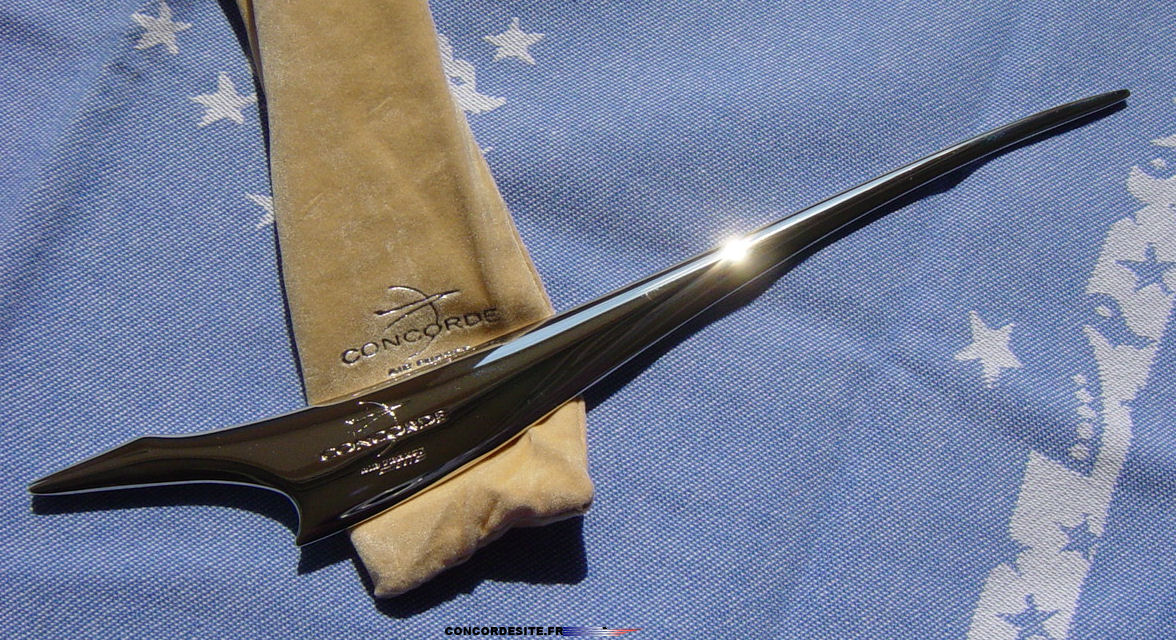

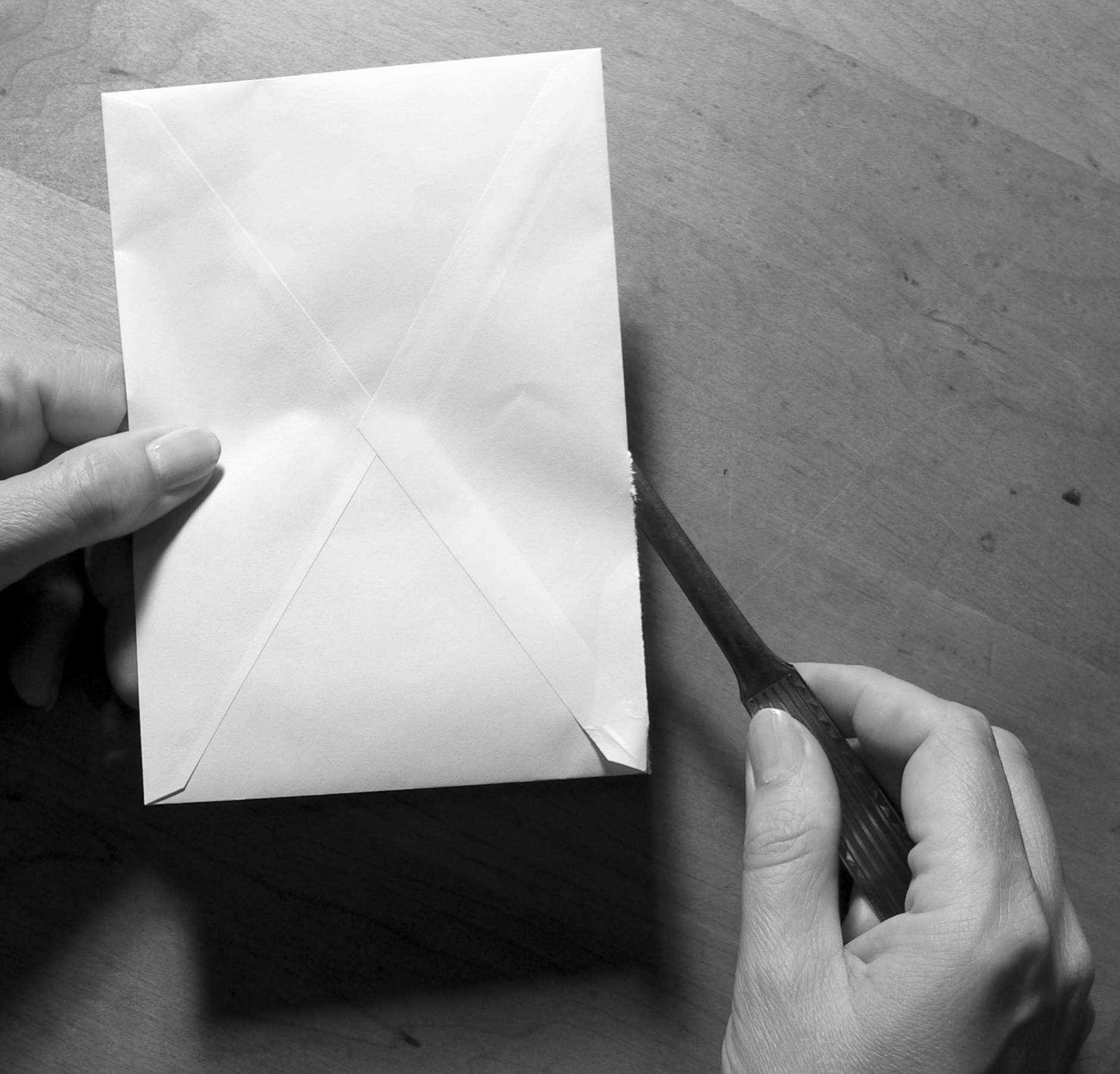
封筒を開封するところ

ペーパーナイフ（英: paper knife、独: Brieföffner）は、書状あるいは書類袋などの開封のため用いるナイフ状の道具。手紙の開封のほか折り畳んだ紙を切り分けるためにも利用される。文房具の一種で、主に手紙が入れられた封筒や、本・雑誌の袋綴じを開くために利用される。

## つくりと原理
ナイフと名が付いているが、鋭利な刃付けが成されている物は稀で、先端が尖っている以外では、その刃先を触っても安全である。その形状は柳葉状の紙の切断に用いる薄くて長く細い部分と、道具として扱うための握りとから成るが、余り強い力で使う道具でも無いため、握りも申し訳程度の、細く・薄く・軽く作られたもので、ここを指で摘んで使用する。
材質的には鉄・ステンレス・プラスチックの物が多く見られるが、余り強度を必要とされないことから、青銅や真鍮・アクリル・ガラスなどといった柔らかい・もしくは脆い素材の物も見られる。特に卓上の華として美しく装飾されたものも多く、高価な物では銀を刀身に用いたり、彫金が施されていたり、象嵌や螺鈿といった物で宝飾されている物も見られる。土産物として稀に木製や竹製のペーパーナイフもあり、木や竹製の物は自作も容易である。
ペーパーナイフで紙を切る原理は、折ったことにより繊維の強度が弱くなった折り目の部分を鋭利ではない刃で引きちぎることで切り分けている。この場合、鋭利な刃物だと繊維の強弱に関係なく紙を切り裂いてしまうため、折り目の通りに切れずに裁断部が刃の走った跡でいびつな形になってしまうことが多い。つまりペーパーナイフは鋭利ではないことにより折り目の形どおり真っ直ぐに紙を切り分けることができることを利点としている。

## 用途
15世紀頃にヨーロッパで活版印刷術が発明されてさまざまな印刷物が販売されるようになったが、新聞や書籍は裁断・表装されずに販売されており、購入者が自分で行う作業であった。その際にペーパーナイフは必需品であり、19世紀頃までは文字を読むことは貴族・富裕層など特権階級が行えることであったため、ステータスシンボルの一つとして上記のように豪華な装飾が施されたものが存在する。なお、そのような書籍を「フランス装（アンカット本）」というが、フランスでは20世紀中ごろまで大手の出版社でも普通に発行していた（たとえば、Les Éditions de Minuit社やガリマール出版社など）。
その「固く薄い・先端が鋭くなっているヘラ状の器具」という事から、紙を切断する用途以外（何かを突付いたり、隙間に突っ込んだり、掻き出したり…など）にも利用される事もあるが、稀にハサミと並んで人を殺傷する用途に用いられる事も有る。推理小説などでは好んで用いられる小道具だが、書斎などでは机の上に置かれることも多い事から、とっさに掴んで身を守るために使用される武器として登場する。
ペーパーナイフそのものには封書の開封という目的に対して他の文房具よりもあきらかに容積があるため、会社の事務用としてはカッターやはさみを代用とし、ペーパーナイフそのものを所持する人は少ない。
封書をきれいに開けることが出来る新型の文房具としては、
- 刃を隠しながら端を滑らせるだけできれいに開封できるカッター

OHTO「セラミックレターオープナー」
ミドリ「レターカッター」
NTカッター「オープナー」　他
- 回転刃によるオープナー（「レターオープナー」の項を参照）

などの発明により、ますますペーパーナイフを見ることが少なくなっている。もうひとつの理由として土産物としては、飛行機で運ぶ場合、手荷物として運べない（預ければ運べる）ので、各地であまり製造しないことによる。しかし現在でもヨーロッパでは広く作られ、マイセンでは優美な陶器がついたペーパーナイフが売られている。